# 薩皮埃哈宮 (維爾紐斯)

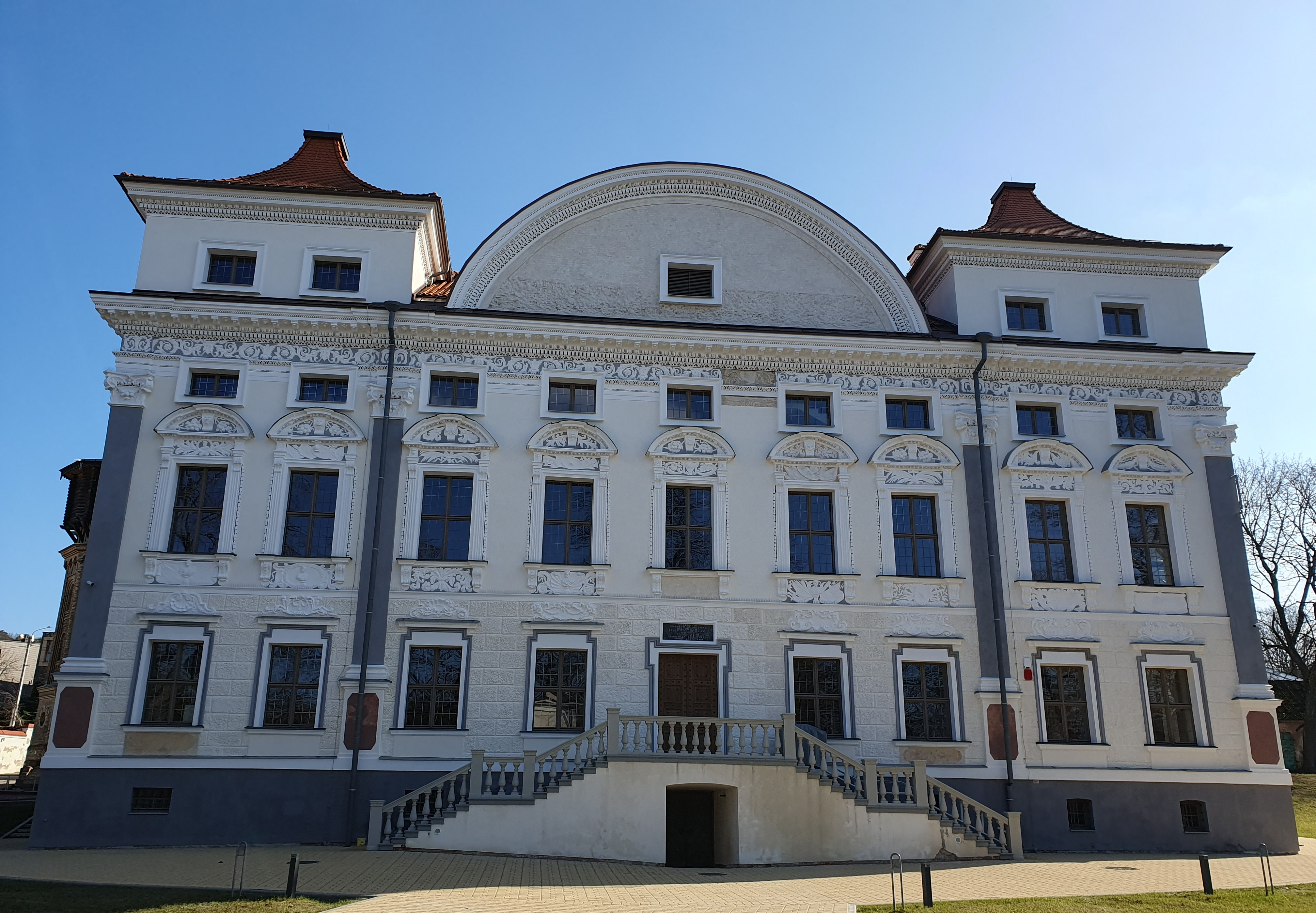
薩皮埃哈宮

54°41′55″N 25°18′50″E / 54.69861°N 25.31389°E
薩皮埃哈宮是位於立陶宛首都維爾紐斯的一座高巴洛克式宮殿建築，這座宮殿是薩皮埃哈家族在維爾紐斯唯一一座倖存的建築。宮殿修建於1691年至1697年期間。1809年時，宮殿被俄罗斯帝国政府收購。19世紀時宮殿曾一度被毀。後在1927年至1928年重建。2012年，宮殿開始重建工程，希望能盡可能恢復至接近巴洛克式原貌。

## 外部連結
- Pictures of the ensemble （页面存档备份，存于）